# Duel de montagnes russes

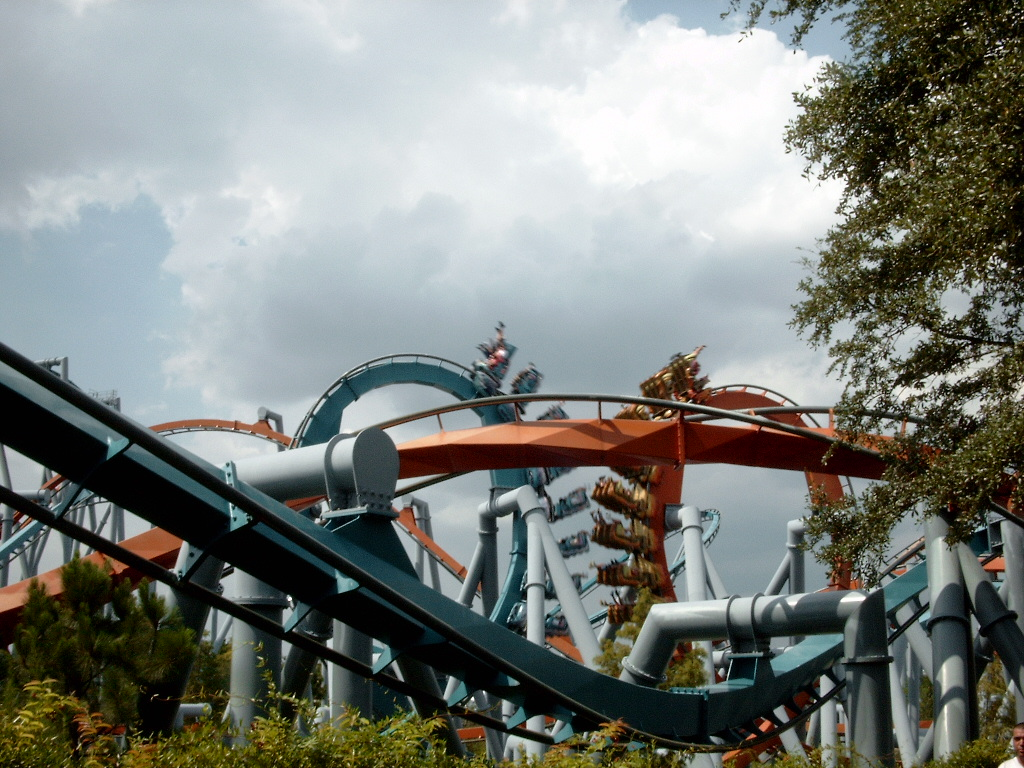
Dueling Dragons à Universal's Islands of Adventure.

Le duel de montagnes russes est un type de tracé de montagnes russes composé de deux circuits de montagnes russes (ou plus).
Le nom vient du mot duel, les parcours des deux montagnes russes sont synchronisés et s’entrecroisent de manière à donner visuellement l'impression que les trains se confrontent.
En 2007, la première version de duel de montagnes russes inversées a été construite à Universal's Islands of Adventure, en Floride sous le nom de Dueling Dragons.

## Interaction des trains

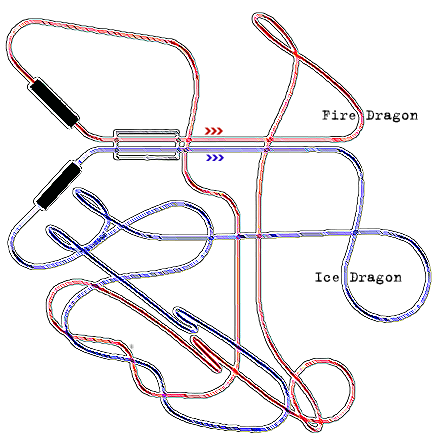
Plan du parcours de Dueling Dragons.

Les concepteurs de telles installations ont une contrainte supplémentaire par rapport à la réalisation d'autres attractions : les circuits doivent être synchronisés de telle façon que deux trains partis simultanément de la gare sur deux circuits différents se croisent à des emplacements définis de façon maîtrisée.
En effet, dans des montagnes russes traditionnelles, les éventuels effets spéciaux sont activés par des capteurs sur la voie, tolérant quelques instants d'avance ou de retard, il n'en est pas de même dans les duels de montagnes russes où les trains évoluent librement sur la voie sans autre guidage que les rails.
Certaines attractions possèdent cependant des équipements actifs commandés par électronique qui permettent d'affiner la synchronisation des trains sans gêner les passagers. Ainsi, l'attraction Dueling Dragons possède des détecteurs qui déterminent le poids de chacun de ses deux trains : ils calculent l'effort que requiert le moteur pour tracter le train en haut du circuit. Le poids étant l'un des éléments les plus pertinents pour le calcul de la friction, l'électronique estime la durée du tour pour ce train et ajuste la vitesse du moteur pour compenser l'éventuel écart avec l'autre train.
D'un point de vue sécuritaire, l'interaction entre les trains ne va pas jusqu'au partage des rails ou de diverses zones de gabarit. Cette indépendance permet d'éviter tout accident si les trains venaient à être désynchronisés.

## Attractions de ce type

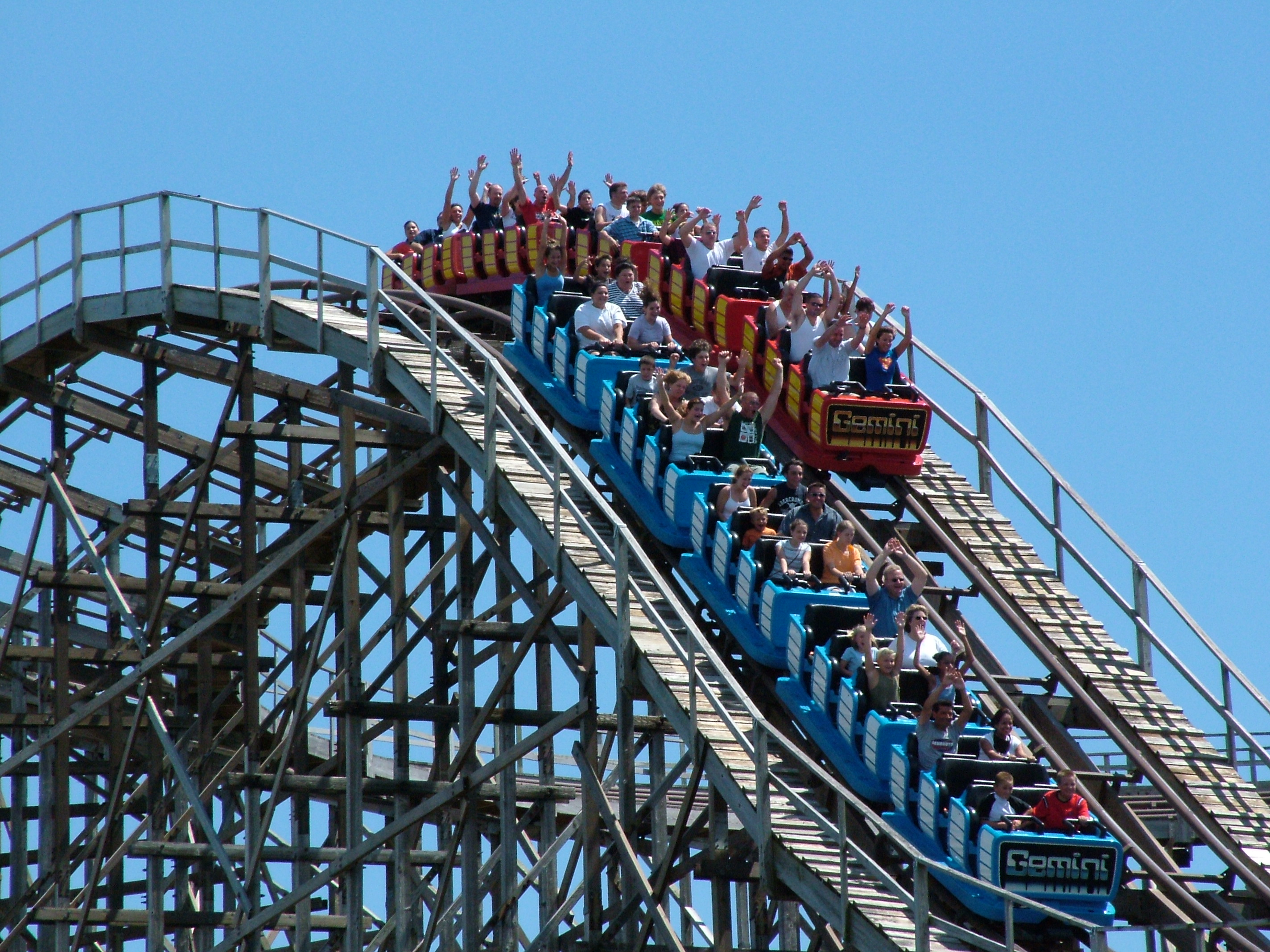
Gemini à Cedar Point.

| Nom                                            | Parc                             | Année     | Constructeur                  |
| ---------------------------------------------- | -------------------------------- | --------- | ----------------------------- |
| Batman and Robin: The Chiller (Batman / Robin) | Six Flags Great Adventure        | 1997-2007 | Premier Rides                 |
| Battlestar Galactica (Cylon / Human)           | Universal Studios Singapore      | 2010      | Vekoma                        |
| Dragon Challenge (Fire Dragon / Ice Dragon)    | Universal's Islands of Adventure | 1999-2017 | Bolliger & Mabillard          |
| Gemini                                         | Cedar Point                      | 1978      | Arrow Dynamics                |
| Iron Gwazi (Lion / Tiger)                      | Busch Gardens Tampa Bay          | 1999      | Great Coasters International  |
| Joris en de Draak (Water / Fire)               | Efteling                         | 2010      | Great Coasters International  |
| Lightning Racer                                | Hersheypark                      | 2000      | Great Coasters International  |
| Matterhorn Bobsleds                            | Disneyland                       | 1959      | Arrow Dynamics                |
| Max Adventures Master Thai                     | Mirabilandia                     | 2011      | Preston & Barbieri            |
| Max & Moritz (Max / Moritz)                    | Efteling                         | 2020      | Mack rides                    |
| Monstre (le)                                   | La Ronde                         | 1985      | William Cobb                  |
| Nitro                                          | Dennlys Parc                     | 2010      | Preston & Barbieri            |
| Racer                                          | Kennywood                        | 1927      | Charlie Mach                  |
| Space Mountain                                 | Magic Kingdom                    | 1975      | Arrow Dynamics                |
| Stampida                                       | PortAventura                     | 1997      | Custom Coasters International |
| Storm Chaser (Anciennement Twisted Sisters)    | Kentucky Kingdom                 | 1998      | Custom Coasters International |
| Vleermuis                                      | Plopsaland                       | 2000-2018 | Caripro                       |
| Winja's Fear & Winja's Force (Force / Fear)    | Phantasialand                    | 2002      | Maurer Rides                  |